# Hetalia: Axis Powers
Hetalia: Axis Powers (ヘタリア Axis Powers, Hetaria Akushisu Pawāzu) é uma webcomic criada por Hidekaz Himaruya que mais tarde foi adaptada para mangá e anime.
Atualmente, o mangá encontra-se com 6 volumes publicados no Japão pela editora Gentosha. Ademais, também está sendo publicado um spin-off intitulado Hetalia - World Stars, que possui apenas 1 volume, sendo que o segundo irá à venda no dia 3 de Julho de 2015.
No Brasil, o mangá é publicado pela NewPOP Editora e ainda está em andamento. O anime segue o gênero comédia e tem 52 episódios. É levemente nonsense, com episódios de curta duração (com uma média de cinco minutos), procurando o traço humorístico nos estereótipos de cada nacionalidade.
A série apresenta uma interpretação alegórica de eventos políticos e históricos, particularmente durante a Segunda Guerra Mundial, a qual os vários países são representados por personagens antropomórficos.
Hetalia (ヘタリア) é a combinação de hetare (ヘタレ, Palavra japonesa para "incompetente") e Itália Italia (イタリア). Uma alusão a aparente covardia da Itália durante a Segunda Guerra.

## Anime
A adaptação do mangá para o anime deu a origem a seis temporadas. 
Hetalia: Axis Powers com 52 episódios que foi dividida em 2 sub-temporadas. 
Hetalia: World Series [ também dividida em 2 temporadas].
Hetalia: Beautiful World. E a sexta temporada chamada Hetalia: The World Twinkle que foi ao ar no dia 3 de Julho de 2015.

## Personagens
Até agora, mais de 60 países e territórios foram representados. Houve também figuras históricas representadas, como (mas não limitado a) Maria Teresa, imperadores romanos, Napoleão Bonaparte, Leonardo da Vinci e Joana d'Arc. Há também personificações de outras figuras, como o General Winter, as Nações Unidas, os tanques da Itália e o Mr. Newspaper de todos os países.
Os seguintes países são os 8 principais papéis deste mangá.

### Potencias do Eixo
- Itália do Norte (também referido como Veneziano ou Itália Veneziano) é o protagonista e o personagem do título, Itália é um rapaz alegre e energético, mas que também é um soldado deveras covarde, que muitas vezes depende de Alemanha para resolver seus problemas. Ele é citado como neto e sucessor do poderoso, mas "desaparecido" Império Romano (referido como Vovô Roma ou Grandpa Rome). Sua grande capacidade artística e seu amor por pasta são referências da cultura italiana. Ele utiliza seu jeito adorável para encantar as garotas. Comparado com seu irmão mais velho, Itália do Norte tem um cabelo de cor um pouco mais clara, entretanto também possui o dito "ahoge" ou zona erógena. Os irmãos e outros italianos normais visto na série tem um cacho de cabelo estranho saindo, que Himaruya disse que representa o "algo sexual" dos italianos. Quando retirados, os dois irmãos italianos ficam vermelhos e sem fala de vez. Comparado com seu irmão mais velho, Norte da Itália tem um leve cabelo ruivo e olhos cor de âmbar, possivelmente devido ao fato de que ele tem um pouco de sangue germânico nele, referindo-se ao Reino dos Lombardos. Ele também é o protagonista da sub-história Chibitalia, que conta sobre a sua infância como parte do Sacro Império Romano, do domínio austríaco. Recebeu o nome humano de Feliciano Vargas. Ambos Itálias são dublados por Daisuke Namikawa em japonês. Jovem Itália, conhecido como Chibitalia é dublado por Aki Kanada em japonês.
- Alemanha é o personagem sério, trabalhador, burocrático e eficiente da série, tomando como responsabilidade treinar Itália do Norte e Japão. Sua devoção ao estilo de vida militar o tornaria o líder ideal, se não fosse o fato de que ele tem de estar sempre cuidando do Itália do Norte. Considera o Império Romano seu ídolo, por isso fica chocado ao descobrir o quão covarde o neto de seu herói é. Alemanha é inexperiente com relacionamentos, sendo o tipo de pessoa que literalmente compra manuais e os segue a risca, acreditando que tudo dará errado caso contrário. Seu irmão, Prússia (considerado a parte oriental da Alemanha após a unificação alemã) o chama de "West", e os dois adoram cervejas, batata e "wurst". Ele também admira a paisagem e a cultura italiana, por isso constantemente visita o país, o que assusta os próprios italianos. Em histórias passadas nos tempos atuais, ele é mostrado como uma pessoa preocupada com a economia e o meio ambiente. Seu nome humano é Ludwig (nenhum sobrenome foi dado).
- Japão é um personagem recluso, bem educado e trabalhador. Quando se apresenta para Itália, ele diz que seu hobby é "ler a atmosfera numa conversa e responder da maneira menos ofensiva possível. Tem o hábito de responder ordens com respostas vagas, como "Tentarei o meu melhor", "Talvez da próxima" e "Vou pensar sobre o assunto". Não gosta quando os outros invadem seu espaço pessoal, e tem pouca experiência com o mundo ocidental, sofrendo constantes choques culturais. Ele tenta adotar a cultura dos diferentes países que conhece, mas acaba chocado ou confuso. Sabe lidar muito bem com tecnologia e é bastante quieto. Seu nome humano é Kiku Honda.

### Forças Aliadas
- (Estados Unidos da) América [アメリカ] é o personagem energético e cabeça dura que se auto-denomina o "herói" e o líder das Potências Aliadas. Suas ideias para resolver os problemas são geralmente absurdas e ele costuma comer hambúrgueres e falar enquanto come. Apesar de seus hábitos nada saudáveis, América tem uma força sobre humana, algo constatado desde a infância, quando estava sob a tutela de Inglaterra. Seu maior medo é o sobrenatural, entretanto ele tem um amigo inusual, um alienígena chamado "Tony", que vive em sua casa. Muitas vezes suas ações são interpretadas como rudes, mas apesar dos defeitos ele tem um bom coração e está sempre tentando ajudar seus amigos e fazer a coisa certa. Seus óculos representam o estado do Texas, e ele usa uma jaqueta de couro da aeronáutica americana com o número 50 nas costas, representado o número de estados de sua União. Seu nome humano é Alfred F. Jones.
- França é um personagem romântico e despreocupado. Na série, ele é mostrado para ter uma rivalidade de longa data com a Grã-Bretanha. Parodiando o clichê do romântico francês, França faz passes às vezes românticos em muitos personagens. França explica longe sua derrota militar, atribuindo-lhes uma piada de Deus. Ele considera-se como o irmão mais velho entre os países europeus e é efetivamente referido como tal por alguns deles, ainda que ele chama Espanha seu irmão mais velho, por sua vez. No entanto, ele fica muito chateado quando outra nação se refere a ele como um "homem velho", como ele alega que ele ainda é jovem. Ele veste uma longa capa azul com uma capeleta sobre seu casaco e uma calça vermelha, botas marrons e um cinto usado por cima do casaco. Quando ele está feliz, do jeito que ele ri se destina a ser um estereótipo de ele ser francês (apenas na dublagem em inglês). Ele é dublado por Masaya Onosaka em japonês.Ele tem longos conflitos com o Inglaterra.
- Inglaterra Inglaterra é um ex-pirata obstinado, que costumava atormentar Espanha. Nos tempos modernos, ele afirma ser um cavalheiro, no entanto, ele é cínico, de língua afiada, propenso a fala áspera e anseia para os anos dourados. Ele é conhecido por ser horrível na cozinha que tem causado América ter um bom gosto "ruim" nos alimentos. Inglaterra também é, aparentemente, o "rei de perder as coisas", e pode ser descrito como "spacey" por causa de sua forte crença na magia, espíritos, fadas, e várias outras criaturas relacionadas com a fantasia. França também descreveu-o como "de alguma forma extremamente inútil quando se trata de assuntos não referentes a si mesmo ou ao América". Ele tem a capacidade de se comunicar com seres sobrenaturais e não se limita a criaturas de sua terra natal, sendo capaz de interagir com vários youkai e espíritos de folclore. América muitas vezes ridiculariza Inglaterra por sua crença em magia. De acordo com as notas do autor, os interesses do Inglaterra incluem: bordado, artesanato, literatura, música rock, e dando críticas contundentes ao cinema da América. Ele não sabe como se expressar, e os outros muitas vezes não entendem ele.  Ele também é descrito como sendo tsundere .  Apesar de ser cínico, e da visão realista sobre o mundo, ele é um romântico. Porém quando bêbado, sua personalidade vai mudar a partir desse cavalheiro para um delinquente amargo e violento.  Além disso, a cada ano, quando o Quatro de Julho vem por aí, sua condição entra em colapso. Foi mencionado que o Inglaterra tem irmãos, um representando a Escócia, e os outros, presumivelmente, País de Gales e    Irlanda do Norte que o odeiam e usavam pedras e flechas para afastá-lo quando ele era uma criança, e até mesmo foi tão longe como para o correio lhe amaldiçoa. Ele é dublado por Noriaki Sugiyama. Seu nome humano é Arthur Kirkland.
- Rússia  é personagem mais alto dos Aliados, bem como o mais alto de todas as nações (junto com a Suécia). Na Segunda Guerra Mundial, Rússia veste um casaco longo e pesado, calça verde, luvas entre a tonalidade do marrom ou do preto e um cachecol longo. Ele é muito pálido, e tem um rosto redondo e infantil, com um nariz proeminente e distintivo. Seu cabelo é loiro e um pouco ondulado e seus olhos são violeta. Sua expressão é uma calma e suave sorriso quase todo o tempo. Atrás de seu sorriso constante, dizem ninguém sabe o que ele está pensando. Na primeira impressão, Rússia parece simplista e puro de coração. Mas, na realidade, ele segura uma crueldade, da mesma forma como uma criança pequena. Rápido para perdoar e sempre à procura de amigos, ele é tímido e arredio em torno de pessoas que não considere amigos. No entanto, ele considera cada um seu amigo, e, portanto, este lado para ele é raramente é visto. Ele sai como intimidante sem dizer uma palavra, e o seu sorriso gentil apenas parece intensificar a aura de temor que parece pairar constantemente sobre ele. No entanto, de acordo com a Lituânia, ele tem seus momentos de calma. Rússia também foi descrito como doce e ingênuo, e não mal-intencionado, apenas extremamente assustador. Ele encontra diversão em atormentar os países e assistir para ver as reações. De acordo com a Lituânia, ele ama as pessoas que choram e riem facilmente. A Rússia diz que ele gosta de ouvir as pessoas discutirem por causa dos invernos longos, silenciosos e misteriosos em sua casa, o que faz ele se sentir solitário.  Ouvindo vozes argumentando, ele se lembra que todo mundo está vivo e ele não está sozinho. Ele é muitas vezes agressivo e manipulador para obter o que quer. Quando o Rússia cumprimenta as pessoas, ele faz isso com um beijo nos lábios. Ele é supersticioso e acredita em muitas lendas e tradições, como bater na madeira. Ele ama vodka. O que o Rússia também gosta são girassóis. Ele ama tanto girassóis que ele sonha em um dia viver em um lugar quente cercado por eles. Seu dublador é Yasuhiro Takato. Seu nome humano é Ivan Braginsky.